# Еммануїл Цудерос
Еммануїл Цудерос (грец. Εμμανουήλ Τσουδερός; 1882–1956) — грецький політик і фінансист, прем'єр-міністр Греції у вигнанні за часів Другої світової війни.

## Ранні роки
Народився 1882 року на Криті (тоді — частина Османської імперії). Вивчав право в Афінському університеті, а також економіку в Парижі й Лондоні.

## Політична кар'єра
Повернувся на Крит у віці 24 років та був обраний членом місцевого парламенту (1906–1912). На той час острів мав статус автономії під сюзеренітетом Османської імперії та перебував під захистом Росії, Британії, Франції та Італії.
Після об'єднання Криту з Грецією у грудні 1913 був обраний до лав грецького Парламенту, а також отримав пост міністра транспорту в уряді Венізелоса. Пізніше обіймав посаду міністра фінансів у кабінеті Сифуліса.
1928 року, коли було засновано Центральний банк Греції, Цудероса було призначено його першим віце-президентом, а 1931 — президентом.

### Прем'єр-міністр
1941 року, після вторгнення до Греції німецьких військ, покінчив життя самогубством тогочасний прем'єр Александрос Коризис. Після цього новим главою уряду став Цудерос. Після приходу до влади Цудерос разом із королем Георгом II втік на Крит, де зосередив грецькі сили для відбиття нападу нацистської Німеччини.
Під час битви за Крит Цудерос знову був змушений тікати й виїхав спочатку на Близький Схід, потім — до Єгипту. Очолював грецький уряд в екзині з 29 квітня 1941 до 13 квітня 1944. Цей уряд спочатку розміщувався в Лондоні, проте згодом перемістився до Каїра.
Після завершення війни Цудерос займав різні пости до самої своєї смерті.